# Michał Wypij
Michał Piotr Wypij (ur. 13 grudnia 1985 we Wrocławiu) – polski polityk, samorządowiec i muzyk, poseł na Sejm IX kadencji.

## Życiorys
Uzyskał licencjat ze stosunków międzynarodowych na Uniwersytecie Warmińsko-Mazurskim w Olsztynie. W 2009 na tej samej uczelni ukończył studia magisterskie z politologii ze specjalnością w zakresie międzynarodowych stosunków politycznych i gospodarczych.
W 2011 związał się z partią Polska Jest Najważniejsza, z listy której ubiegał się o mandat posła na Sejm w wyborach parlamentarnych w tym samym roku (partia nie przekroczyła wyborczego progu). Po jej rozwiązaniu w 2013 znalazł się w Polsce Razem, został przewodniczącym jej struktur w województwie warmińsko-mazurskim. W wyborach samorządowych w 2014 w ramach porozumienia Prawa i Sprawiedliwości z Polską Razem i Solidarną Polską bezskutecznie ubiegał się o mandat radnego Olsztyna z listy PiS. W wyborach parlamentarnych w 2015 z listy PiS ponownie bezskutecznie ubiegał się o mandat posła. W 2017, po przekształceniu Polski Razem w Porozumienie, został przewodniczącym partii w okręgu olsztyńskim i zasiadł w zarządzie krajowym ugrupowania (w 2020 wybrany prezesem okręgowym partii na kolejną kadencję). W wyborach samorządowych w 2018 był kandydatem PiS (w ramach Zjednoczonej Prawicy) w wyborach na prezydenta Olsztyna. Zajął trzecie miejsce, uzyskując 13 924 głosy. W tych samych wyborach uzyskał mandat radnego miejskiego.
W 2015 został powołany w skład rady programowej TVP3 Olsztyn. Od grudnia 2015 do sierpnia 2018 był doradcą w gabinecie politycznym wicepremiera Jarosława Gowina w Ministerstwie Nauki i Szkolnictwa Wyższego. Następnie objął tożsame stanowisko w Kancelarii Prezesa Rady Ministrów. W wyborach parlamentarnych w 2019 uzyskał mandat posła na Sejm IX kadencji w okręgu olsztyńskim, otrzymując 14 170 głosów. W listopadzie 2019 został wybrany na funkcję wiceprzewodniczącego Klubu Parlamentarnego Prawo i Sprawiedliwość. W czerwcu 2021 został wybrany na wiceprezesa Porozumienia. W sierpniu tego samego roku, w związku z decyzją o wystąpieniu parlamentarzystów Porozumienia z KP PiS, współtworzył nowo powstałe koło parlamentarne swojej partii, obejmując funkcję jego przewodniczącego. W lutym 2023 wraz z grupą działaczy (głównie z młodzieżówki) opuścił Porozumienie, nie zgadzając się z decyzją ugrupowania o zamiarze połączenia z Agrounią. W sierpniu tego samego roku dołączył do Klubu Parlamentarnego Koalicji Obywatelskiej. W wyborach w 2023 z jej ramienia bezskutecznie kandydował do Sejmu X kadencji.
W 2024 został zastępcą dyrektora Wojewódzkiego Ośrodka Ruchu Drogowego w Olsztynie.

## Życie prywatne
W 2004 założył zespół punkowy Monolit, w którym był gitarzystą. Grupa zakończyła działalność w 2014. W 2021 został obrońcą w występującym wówczas w klasie A w piłce nożnej klubie sportowym Leśnik Nowe Ramuki z siedzibą w Nowym Ramuku.
Żonaty, ma dwoje dzieci.